# Troje

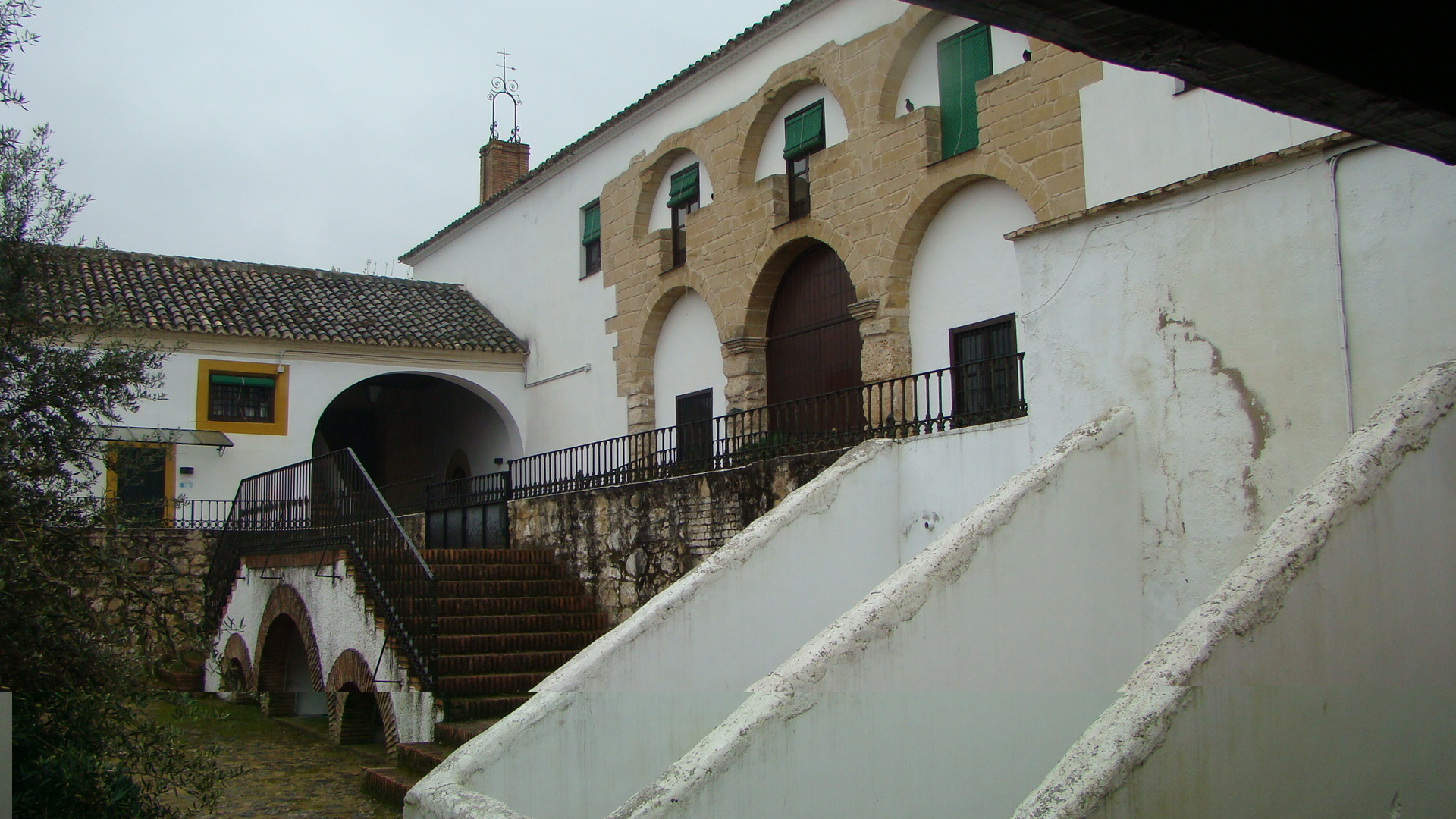
En primer plano, trojes de aceituna en la Hacienda La Laguna, Jaén, España.

Troje, troj, troja o atroje es una estructura destinada al depósito de productos agrícolas. Existen variaciones en la forma de construirlos de acuerdo al producto que se guarda y a condicionantes económicos y culturales. Las estructuras más sencillas pueden consistir en meros compartimentos hechos con tabiques en una habitación, mientras las más elaboradas pueden ser edificios acondicionados para preservar al producto del deterioro ambiental y los agentes fitopatógenos. Un ejemplo de esto último son las trojes o algorines de las zonas olivareras españolas, que están integrados en el trujal o molino de aceite.
En Michoacán (México), y también en zonas de Perú, se denomina así a pequeños cobertizos o cabañas de madera que guardan cierto parecido con un granero.

## Etimología
Al igual que la palabra castellana troj, podría derivar del gótico thraughs arca, la cual a su vez deriva del protogermánico *trugaz, y esta del protoindoeuropeo *drukós. Comparte etimología con el Frisón antiguo, sajón antiguo, trog, nórdico antiguo, troch holandés medio, trog, todas palabras que se refieren a objetos hechos de madera.

## Uso en los trujales
En Andalucía, los trojes (en masculino) o algorines, son compartimentos construidos en piedra o ladrillo, con el suelo impermeable, que forman parte del trujal. Se denominan también algorín. Lo usual era utilizar dos tipos de trojes: los trojes de aceituna y los trojes de orujo. Pueden estar cubiertos o, lo más usual, descubiertos.
En ellos, los olivareros depositaban las aceitunas en espera de su turno de molino. Esta fase era parte importante en el proceso de fabricación y en la calidad del aceite resultante, ya que durante el atrojado se produce una fermentación natural, que aumenta la acidez de la oliva, según el tiempo que permanezca almacenada, perdiendo calidad el aceite.

## Uso como granero
En algunas zonas de Castilla, Extremadura y Andalucía (España) así como en México, se usa este nombre en femenino (la troje), para designar compartimentos similares, realizados con tabiques de ladrillo o madera que se usaban como graneros domésticos en las casas de los labradores. En ellos se almacenaba en sacos, o a granel, cereales, legumbres, frutos secos y otros productos agrícolas.
Normalmente se ubicaban en los doblados, o plantas altas de la viviendas, para preservarlos de la humedad del suelo, y procurarles buena ventilación, a través de ventanas a la calle. En ocasiones tenían, además, accesos directos a los patios y corrales de las casas.
En Michoacán (México), el pueblo purépecha llama troje a una construcción de vigas ensambladas y techada con tejamanil, que funciona como granero (en su tapanco), como oratorio y ocasional dormitorio (en su planta baja) y como recibidor (en su portal). Simbólicamente es sede política de una familia extensa.